# Tapheocarpa calandrinioides
Tapheocarpa calandrinioides es la única especie del género monotípico Tapheocarpa, perteneciente a la familia Commelinaceae.
Es originario de Australia en Queensland.

## Taxonomía
Tapheocarpa calandrinioides fue descrito por (F.Muell.) Conran y publicado en Australian Systematic Botany 9: 659. 1996.
Sinonimia
- Aneilema calandrinioides F.Muell.[3]